# Indianapolis Grand Prix 1959
Indianapolis Grand Prix 1959 var Indianapolis 500-loppet 1959 och det andra av nio lopp ingående i formel 1-VM 1959.  

## Resultat
1. Rodger Ward, Leader Cards Inc (Watson-Offenhauser), 8 poäng
2. Jim Rathmann, Lindsey Hopkins (Watson-Offenhauser), 6
3. Johnny Thomson, Racing Associates (Lesovsky-Offenhauser), 4
4. Tony Bettenhausen, John R Wills (Epperly-Offenhauser), 3
5. Paul Goldsmith, Norman C Demler (Epperly-Offenhauser), 2
6. Johnny Boyd, Bignotti-Bowes Racing (Epperly-Offenhauser)
7. Duane Carter, Yunick Glover & Lathrop (Kurtis Kraft-Offenhauser)
8. Eddie Johnson, J S Donaldson (Kurtis Kraft-Offenhauser)
9. Paul Russo, Fred Gerhardt (Kurtis Kraft-Offenhauser)
10. A.J. Foyt, A E Dean (Kuzma-Offenhauser)
11. Gene Hartley, R T Marley Sr (Kuzma-Offenhauser)
12. Bob Veith, John Zink (Moore-Offenhauser)
13. Al Herman, Harry Dunn (Dunn-Offenhauser)
14. Jimmy Daywalt, Federal Auto Associates (Kurtis Kraft-Offenhauser)
15. Chuck Arnold, Karl Hall (Kurtis Kraft-Offenhauser)
16. Jim McWithey, Ray T Brady (Kurtis Kraft-Offenhauser)

### Förare som bröt loppet
- Eddie Sachs, Peter Schmidt (Kuzma-Offenhauser) (varv 182, snurrade av)
- Al Keller, H H Johnson (Kuzma-Offenhauser) (163, motor)
- Pat Flaherty, John Zink (Watson-Offenhauser) (162, olycka)
- Dick Rathmann, Kalamazoo Sports Inc (Watson-Offenhauser) (150, brand)
- Bill Cheesbourg, Lysle Greenman (Kuzma-Offenhauser) (147, tändfördelare)
- Don Freeland, Jim Robbins (Kurtis Kraft-Offenhauser) (136, tändfördelare)
- Ray Crawford, Ray Crawford (Elder-Offenhauser) (115, olycka)
- Don Branson, Bob Estes (Phillips-Offenhauser) (112, upphängning)
- Bob Christie, Federal Auto Associates (Kurtis Kraft-Offenhauser) (109, motor)
- Bobby Grim, Chapman S Root (Kurtis Kraft-Offenhauser) (85, tändfördelare)
- Jack Turner, Ernest L Ruiz (Christensen-Offenhauser) (47, bränsleläcka)
- Jud Larson, Bignotti-Bowes Racing (Kurtis Kraft-Offenhauser) (45, olycka)
- Red Amick, LeRoy E Foutch Jr (Kurtis Kraft-Offenhauser) (45, olycka)
- Chuck Weyant, Roy McKay (Kurtis Kraft-Offenhauser) (45, olycka)
- Mike Magill, George Walther Jr (Sutton-Offenhauser) (45, olycka)
- Len Sutton, Wolcott Memorial Racing Team (Lesovsky-Offenhauser) (34, olycka)
- Jimmy Bryan, George Salih (Epperly-Offenhauser) (1, motor)